# Anton Starkopf
Anton Starkopf (* 10. Apriljul. / 22. April 1889greg. in Röa, damals Gemeinde Kohila, heute Landgemeinde Rapla, Estland; † 30. Dezember 1966 in Tartu) war ein estnischer Bildhauer und Maler.

## Leben
Anton Starkopf wurde in die Großfamilie eines Landwirts geboren. Er besuchte allgemeinbildende und Wirtschaftsschulen in Estland und Sankt Petersburg, bevor er sich der Kunst zuwandte. Starkopf studierte 1911/12 an der privaten Malschule von Anton Ažbe in München. 1912/13 setzte er seine Kunststudien in Paris an der Académie Russe und der Académie de la Grande Chaumière fort.
Mit Ausbruch des Ersten Weltkriegs wurde Starkopf im Herbst 1914 als russischer Staatsbürger in Dresden verhaftet und zunächst in Wehlen interniert. Von 1916/17 arbeitete er in der Kriegsgefangenschaft in Rathen und Dresden als Steinhauer und 1917/18 in Berlin im Atelier von Franz Metzner. Besonders die expressionistischen Arbeiten von Wilhelm Lehmbruck haben in dieser Zeit bleibenden Eindruck auf ihn hinterlassen.
1918 konnte Anton Starkopf nach Estland zurückkehren. 1919 gründete er in Tartu die Kunstschule Pallas mit. Dort wirkte er von 1919 bis 1940 und von 1942 bis 1944 als Dozent, ab 1934 mit dem Titel eines Professors. Er leitete die Schule von 1921 bis 1923 und von 1929 bis 1940. Von 1944 bis 1950 war Starkopf Lehrstuhlleiter am staatlichen Kunstinstitut in Tartu, ab 1947 als Professor.
1950 zog er nach Moskau, wo er im Atelier des angesehenen sowjetischen Bildhauers Sergei Merkurow arbeitete. Dies bot Starkopf gleichzeitig einigen Schutz vor stalinistischer Verfolgung. 1954 zog er nach Tartu zurück und ließ sich als freier Künstler nieder. 1964 wurde Starkopf der Titel eines „Volkskünstlers der Estnischen SSR“ verliehen. 1972 eröffnete in seinem Haus in Tartu ein Ateliermuseum, das Starkopfs Werk gewidmet ist.

## Künstlerisches Werk
Anton Starkopf begann 1913 mit Zeichnungen, die anfangs dem Jugendstil, später immer mehr dem Expressionismus verpflichtet waren. Besonders in seinen Skulpturen und Plastiken der 1920er Jahre kommt der expressionistische Stil stark zur Geltung. In der zweiten Hälfte der 1920er Jahre dominieren klare Formen, besonders in seinen Frauenfiguren aus Holz.
Starkopf schuf einige bedeutende Denkmäler für die Gefallenen des Estnischen Freiheitskriegs, unter anderem in Tori (1923) und Puhja (1925). Beide wurden später von der sowjetischen Besatzungsmacht zerstört. Daneben arbeitete Starkopf an Grabmonumenten und ab 1954 an Porträts berühmter estnischer Künstler (u. a. Kristjan Jaak Peterson 1956/57, Konrad Mägi 1963 und Nikolai Triik 1964).
Anton Starkopf zeigte sich in der Bildhauerei als Meister aller Materialien, vor allem Holz, Granit und Bronze.

## Privatleben
Von 1920 bis 1928 war Anton Starkopf mit der estnischen Malerin Lydia Mei verheiratet. Von 1936 bis 1940 trug er den Nachnamen Starkopf-Rea. Anton Starkopf ist der Großvater des estnischen Bildhauers Hannes Starkopf (* 1965).